# Harry Potter và Tên tù nhân ngục Azkaban
Harry Potter và tên tù nhân ngục Azkaban (tiếng Anh: Harry Potter and the Prisoner of Azkaban) là cuốn tiểu thuyết giả tưởng kỳ ảo viết bởi văn sĩ người Anh J. K. Rowling, là tập thứ 3 trong bộ truyện Harry Potter, được xuất bản lần đầu tại Vương Quốc Anh vào ngày 8/7/1999 bởi Nhà xuất bản Bloomsbury và tại Hoa Kỳ vào ngày 8/9/1999 bởi Nhà xuất bản Scholastic Inc. Cuốn sách đã được bán ra 68,000 bản chỉ trong 3 ngày đầu phát hành ở Hoa Kỳ và hơn 3 triệu bàn trên khắp cả nước. Cuốn sách đã thắng giải Whitbread Children's Book Award vào năm 1999, giải Bram Stoker Award, và giải Locus Award for Best Fantasy Novel vào năm 2000, cùng nhiều giải thưởng khác bao gồm của giải Hugo. Bộ phim điện ảnh dựa theo cuốn sách được công chiếu vào năm 2004, thu lợi nhuận hơn $796 triệu và nhận được nhiều lời khen ngợi. Ngoài ra, còn có các trò chơi video games dựa trên tập truyện này.
Bản dịch tiếng Việt được nhà văn Lý Lan dịch và xuất bản bởi Nhà xuất bản Trẻ. Ban đầu, cuốn sách được chia nhỏ thành 9 cuốn truyện nhỏ phát hành theo tiến độ chuyển ngữ. Sau đó vì lý do tác quyền, cuốn sách được in đầy đủ vào tháng 12/2002, với bìa sách do Nhà xuất bản Trẻ tự thiết kế, đây cũng là quyển duy nhất trong bộ tác phẩm không sử dụng bìa từ phiên bản của Hoa Kỳ.

## Tóm tắt truyện
Kết thúc năm học thứ 2, Harry phải trải qua kỳ nghỉ hè tồi tệ nữa tại nhà Dursley. Cậu phải lén lút thực hành pháp thuật vào ban đêm, và phải được dì dượng cho phépnếu muốn tham quan làng phù thủy Hogsmeade. Dượng Vernon chỉ ký giấy tham quan nếu cậu che giấu khả năng pháp thuật và lễ phép với Marge, em gái của ông ta đến nhà chơi vào giờ ăn tối. Nhưng bà cô này liên tục sỉ vả Harry, thậm chí lăng mạ cha mẹ cậu. Harry trong cơn giận dữ đã không kiểm soát được năng lực pháp thuật của mình, khiến bà ta phồng lên như quả bóng bay và trôi đi. Harry sau đó lập tức gói ghém hành lý rời khỏi nhà Dursley.
Khi cợn giận lắng xuống, Harry ngồi một mình trong công viên, nghĩ rằng mình sẽ bị đuổi học vì đã sử dụng pháp thuật với Muggle. Bỗng cậu nhìn thấy một con chó đen đang nhìn chằm chằm vào cậu bên kia đường. Rồi xe khách Hiệp Sĩ bất ngờ xuất hiện. Harry lập tức lên xe đến quán Cái Vạc Lủng. Trên xe, cậu biết được Sirius Black, tên tội phạm nguy hiểm và là tay sai của Voldemort đã trốn thoát khỏi nhà tù Azkaban. Đến nơi, Bộ trưởng Bộ Pháp Thuật Conelius Fudge cho biết Harry sẽ không bị đuổi học, nhưng cũng dặn cậu không nên đi lung tung vào lúc này. Hermione, Ron và gia đình Weasley đều có mặt ở đây. Ông Arthur, bố của Ron nói chuyện riêng với Harry, cảnh báo rằng Sirius Black đang nhắm tới cậu, và cậu phải hết sức cẩn thận.
Hôm sau, Harry, Ron và Hermione lên chuyến tàu đến Hogwarts và ngồi cùng toa với giáo sư Remus Lupin, người đang ngủ khi họ bước vào. Chuyến tàu bỗng dừng lại, và các Giám Ngục, sinh vật canh giữ Azkaban do Bộ Pháp Thuật cử đi tìm Sirius Black xuất hiện. Nhưng bọn chúng lại để ý đến Harry và làm cậu ngất xỉu, buộc Lupin phải thức dậy đuổi chúng đi bằng Bùa Hộ Mệnh. Khi Harry tỉnh lại, Lupin giải thích lũ Giám Ngục đặc biệt quan tâm đến những người có trái tim trong sáng, và sẽ hút cạn những suy nghĩ tốt đẹp, hạnh phúc của họ, không cần biết đó có phải người mà Bộ Pháp Thuật tìm kiếm hay không. Ông cũng trấn an ba đứa rằng ông đã đuổi chúng đi rồi.
Tại bữa tiệc đầu năm, giáo sư Dumbledore phải thông báo với toàn trường tin tức Sirius Black đã trốn thoát, và các Giám Ngục đã được thiết lập xung quanh trường để bảo vệ. Cụ cũng thông báo về sự thay đổi trong bộ máy giáo viên: Remus Lupin là giáo viên mới của môn Phòng chống Nghệ thuật Hắc ám, Rubeus Hagrid là giáo viên mới của môn Chăm sóc Sinh vật huyền bí. Năm học thứ 3 cũng là năm mà học sinh sẽ có môn tự chọn cho mình. Riêng Hermione chọn tham gia tất cả các lớp học, dù giờ học trùng nhau trừ môn Tiên tri. Trong lớp Tiên tri, giáo sư Sybill Trelawney yêu cầu đám học sinh đọc lá trà dự báo cho tương lai của mình. Nhưng bà bất ngờ sợ hãi khi thấy chén trà của Harry, vì lá trà của cậu có biếu tượng Hung tinh - biểu tượng của cái chết. 
Đến lớp Chăm sóc Sinh vật huyền bí, Hagrid giới thiệu với cả lớp con Bằng Mã của ông, Buckbeak, và yêu cầu đám học sinh đến chào hỏi nó. Trong khi Harry làm đúng những gì Hagrid chỉ dẫn và làm thân với Buckbeak, Draco lại giở thói ương ngạnh, khiêu khích Buckbeak và hậu quả là bị nó đá gãy tay. Thằng nhóc liền đi mách bố, và dưới áp lực của Lucius, Buckbeak bị tuyên án tử hình. Lớp Phòng chống Nghệ thuật Hắc ám của giáo sư Lupin diễn ra nhẹ nhàng hơn. Ông yêu cầu cả lớp đối phó với Ông Kẹ - sinh vật có khả năng biến thành nỗi sợ của người khác, và dùng câu thần chú "Riddikulus" để biến nó thành thứ gây cười. Nhưng khi đến lượt Harry, Lupin đã chặn lại do nỗi sợ của Harry là Giám Ngục và Voldemort, và nó quá nguy hiểm cho cậu cũng như cả lớp.
Trong kỳ nghỉ, các học sinh có dịp thăm làng Hogsmeade. Nhưng vì sự cố tại nhà Dursley, dượng Vernon đã không ký giấy cho Harry nên cậu phải ở lại. Cậu gặp Lupin trên cây cầu gỗ. Ông nói rằng mình quen biết cha mẹ của Harry và họ đều là những người tuyệt vời. Đến tối, các học sinh Nhà Gryffindor trở về phòng sinh hoạt chung thì phát hiện bức tranh của Bà Béo đã bị xé toạc. Bà Béo phải trốn trong bức tranh khác, nói rằng Sirius Black đã đột nhập vào trường. Cụ Dumbledore phải đế đám học trò ngủ tại đại sảnh. Snape nói với cụ rằng bổ nhiệm giáo viên mới lúc này là không an toàn, ám chỉ Lupin. Hôm sau, trong lớp Phòng chống Nghệ thuật Hắc ám, Snape thay Lupin lên lớp, đồng thời khẳng định Lupin không có khả năng giảng dạy. Ngày kế tiếp, trong trận Quidditch giữa Gryffindor và Hufflepuff, Harry lại chạm mặt Giám Ngục. Chúng khiến cậu ngất xỉu rồi rơi tự do còn cây chổi của cậu bị gãy nát. Cụ Dumbledore rất tức giận và đuổi hết chúng đi. Gần Giáng Sinh, Harry được Fred và George đưa cho Bản đồ Đạo tặc để vào làng Hogsmeade bằng lối đi bí mật. Nhưng khi nghe lén cuộc trò chuyện giữa giáo sư McGonagall và bộ trưởng Fudge tại quán Ba Cây Chổi, Harry biết được sự thật động trời: Sirius Black là cha đỡ đầu của cậu, cũng là người bạn thân nhất với cha mẹ cậu. Hắn đã tiết lộ nơi ẩn náu của gia đình Potter cho Voldemort và sát hại người bạn chung của họ là Peter Pettigrew. Nổi cơn thịnh nộ, Harry hét lên rằng cậu mong Sirius Black sẽ tìm đến để cậu có thể tự tay giết chết hắn.
Sau kỳ nghỉ, Lupin dạy Harry thi triển Bùa Hộ Mệnh, pháp thuật cao cấp có thể gọi ra Thần Hộ Mệnh của bản thân và đẩy lùi lũ Giám Ngục. Và Harry với tài năng thiên phú đã thi triển thành công. Đêm nọ, Harry đang xem tấm Bản đồ Đạo tặc thì bất ngờ thấy tên Peter Pettigrew, dù người đó đã chết từ lâu. Cậu chạy tới nơi nhưng không thấy ai, lại còn đụng phải giáo sư Snape. Rất may, Lupin xuất hiện kịp thời và đưa Harry về phòng mình. Harry phân trần với ông rằng mình đã nhìn thấy tên của Pettigrew, và tấm bản đồ có thể đã bị hỏng. 
Hôm sau, khi lớp Tiên tri kết thúc và chỉ còn lại Harry, giáo sư Trelawney bỗng rơi vào trạng thái thôi miên và tiên tri rằng người hầu của Chúa tể Hắc ám sẽ trở lại với chủ nhân của mình. Sau đó, Harry, Ron và Hermione đến an ủi Hagrid vì Buckbeak sắp bị tử hình. Hermione trên đường đi đã tẩn Draco vì tội láo nháo. Tại căn lều, Hagrid trả lại Ron con chuột cưng Scabbers mất tích từ đầu năm. Nhưng con chuột tuột khỏi tay Ron định bỏ trốn. Ron cố gắng đuổi theo, nhưng một con chó đen bất ngờ chui lên từ dưới gốc cây Liễu Roi và kéo cậu vào đó. Harry và Hermione phải vật lộn với cái cây để cứu Ron. Hóa ra dưới gốc cây là đường hầm dẫn đến Lều Hét. Tại đây, cả ba nhận ra con chó đen kia là hình dạng hóa thú của Sirius Black. Lupin cũng chạy đến rồi bất ngờ ôm lấy Black như một người bạn thân. Ông thú nhận với ba đứa rằng mình là Người Sói, cũng chính là lý do ông vắng mặt trong vài tiết học. Snape cũng chạy đến, định giao cả Black và Lupin cho lũ Giám Ngục. Nhưng Harry đã đánh gục Snape, và bắt Black và Lupin phải khai toàn bộ sự thật. Sự thật lộ ra rằng Sirius Black vô tội và bị oan. Mọi tội trạng mà ông bị cáo buộc là do Peter Pettigrew gây ra. Chính Pettigrew mới là kẻ phản bội, và hắn chính là Scabbers. Black và Lupin ép Pettigrew trở lại hình dạng người và toan giết hắn để trả thù cho James và Lily, nhưng Harry ngăn hai người lại và quyết định giao Pettigrew cho Giám Ngục. Khi tất cả bước ra khỏi lều, trăng tròn kiền biến Lupin thành Người Sói, và Pettigrew liền chạy trốn. Sirius phải hóa thú để bảo vệ ba đứa trẻ. Cả hai giằng co và dừng lại khi Lupin nghe thấy tiếng hú của Người Sói khác. Harry và Sirius đuổi theo nhưng Giám Ngục bất ngờ xuất hiện tấn công hai người. Harry trong lúc tuyệt vọng đã thấy Thần Hộ Mệnh hình con hươu xuất hiện và đẩy lui lũ Giám Ngục. 
Tỉnh lại trong bệnh xá của trường, Harry quả quyết cha cậu đã dùng Bùa Hộ Mệnh để cứu cậu và Sirius. Cậu và Hermione giải thích với cụ Dumbledore rằng Sirius vô tội. Cụ Dumbledore tin hai đứa nhưng cũng nói rằng lời nói của hai đứa nhóc 13 tuổi sẽ không thuyết phục được người khác. Cụ cũng nói với Hermione rằng cô có một thứ có thể cứu nhiều mạng sống vô tội và ba lần là đủ trước khi rời đi. Hermione phải tiết lộ đó là con quay thời gian mà cô được giáo sư McGonagall tặng hồi năm nhất, cũng là thứ giúp cô tham gia tất cả các lớp học. Cả hai cùng quay về ba tiếng trước, giải cứu Buckbeak và giả tiếng sói để thu hút sự chú ý của giáo sư Lupin trong hình dạng Người Sói. Lúc cả hai ở hồ nước lúc Harry và Sirius quá khứ bị Giám Ngục tấn công, chính Harry đã dùng Bùa Hộ Mệnh để cứu bản thân và người cha đỡ đầu. Cả hai cùng Buckbeak sau đó bay đến Tháp Đen, giải cứu Sirius bị giam cầm tại đó. Harry dù rất muốn sống cùng người cha đỡ đầu nhưng không thể, vì Sirius không có bằng chứng vô tội và vẫn bị truy nã. Nhưng cậu thấy an tâm vì dù sao Sirius cũng đã tự do. Cả hai trở về và gặp cụ Dumbledore. Cụ lập tức hiểu ra nhưng không nói gì, chỉ chúc cả hai ngủ ngon. 
Cuối năm học, giáo sư Lupin sau khi trở lại bình thường quyết định từ chức vì việc ông là Người Sói đã lan truyền ra ngoài. Ông trả tấm Bản đồ Đạo tặc cho Harry và rời đi. Cậu cũng nhận được món quà từ người cha đỡ đầu Sirius Black là cây chổi Tia Chớp cùng giấy tham quan Hogsmeade với tư cách là người giám hộ hợp pháp của cậu. 